# Trogoderma ornatum
Trogoderma ornatum is een keversoort uit de familie spektorren (Dermestidae). De wetenschappelijke naam van de soort werd in 1825 gepubliceerd door Thomas Say.